# Валь, Мартин
Ма́ртин Валь (дат. Martin Vahl, 10 октября 1749 — 24 декабря 1804) — датский (норвежский) ботаник и зоолог.

## Биография
Учился в Бергене, Копенгагене и изучал медицину и ботанику в Уппсальском университете под руководством Карла Линнея.
Валь совершил несколько исследовательских путешествий в Европу и Северную Африку между 1783 и 1788 годами.
В 1786 году в Копенгагене Валь стал профессором общества естественной истории.
Когда в 1797 году в Копенгагенском университете была открыта кафедра ботаники, Мартин Валь был в числе претендентов на должность её руководителя, но уступил Эрику Ниссену Виборгу, что, по мнению ряда исследователей, произошло в большей степени благодаря связям Виборга с высшими кругами, чем в следствии не предвзятого сравнения научных заслуг номинантов. После перевода Виборга в 1801 году он всё-же стал профессором ботаники в Университете Копенгагена и занимал эту должность до самой смерти. Среди его многочисленных учеников был, в частности, Натаниэл Валлих.
Валь — редактор XVI—XXI глав ботанического атласа Флора Даника (в 1787—1799 годах), I—III частей Symbolæ Botanicæ (в 1790—1794 годах), I—IV частей Eclogæ Americanæ (в 1796—1807 годах.) и I—II частей Enumeratio Plantarum (в 1804—1805 годах).
В честь Валя назван род растений Vahlia Thunb. (1782) — Валия. Согласно системе классификации APG II (2003) род выделен в отдельное семейство Валиевые (Vahliaceae) в составе группы эвастериды I.
Сын Мартина Валя, Йенс Валь (дат. Jens Laurentius Moestue Vahl, 1796—1854), как и его отец, стал ботаником (занимался также фармацевтикой).